# Linda Henning
Pour les articles homonymes, voir Henning et Kaye.
Linda Henning ou Linda Kaye Henning est une actrice américaine, née le 16 septembre 1944 à Los Angeles (Californie).

## Biographie

### Vie privée
Elle est la fille du scénariste Paul Henning.

## Filmographie
Sauf indication contraire, les informations mentionnées dans cette section peuvent être confirmées par la base de données cinématographiques IMDb,  présente dans la section « Liens externes ».

### Cinéma
- 1963 : Bye Bye Birdie de George Sidney : une danseuse (non créditée)
- 1988 : Mariage à quatre (Mad About You) de Lorenzo Doumani : Mrs Osbourne
- 2007 : Wrangling Coach Rankin (court métrage) de Aaron Samson : Linda

### Télévision

#### Séries télévisées
- 1962 : Monsieur Ed, le cheval qui parle (Mister Ed) : Pénélope (saison 2, épisode 26)
- 1962-1970 : The Beverly Hillbillies : Jethrine Bodine / Betty Jo Bradley Elliot (16 épisodes)
- 1963 : Dobie Gillis (The Many Loves of Dobie Gillis) : Elsa (saison 4, épisode 30)
- 1963-1970 : Petticoat Junction (en) : Betty Jo Bradley (222 épisodes)
- 1964 : The Ed Sullivan Show : Singer (saison 17, épisode 25)
- 1964 : My Living Doll (en) : une invitée à la fête (saison 1, épisode 6)
- 1966 : Les Arpents verts (Green Acres) : Betty Jo Bradley (saison 2, épisode 8)
- 1970 : Cher oncle Bill (Family Affair) : Kathy Prentiss (saison 5, épisode 9)
- 1971 : Auto-patrouille (Adam-12) : Hilary Warner (saison 3, épisode 25)
- 1973 : Return to Peyton Place (en) : ?
- 1973 : Love, American Style : Peggy (saison 4, épisode 21)
- 1973 : The ABC Afternoon Playbreak (en) : Marian (saison 1, épisode 7)
- 1976 : Barnaby Jones : Joyce Elkins (saison 4, épisode 21)
- 1977 : Blansky's Beauties (en) : Miss Lawler  (saison 1, épisode 2)
- 1977-1984 : Happy Days : Lt. Quinlan / Jean Kelly (saison 4, épisode 20 et saison 11, épisode 15[1])
- 1979 : Mork and Mindy : Margaret / Pam Stockhaus (saison 1, épisode 23 et saison 2, épisode 13)
- 1984 : ABC Weekend Specials : Mrs Cane (saison 7, épisode 2)
- 1984 : Double Trouble (en) : Karen (saison 1, épisode 8)
- 1984 : CBS Schoolbreak Special : Carol Anastas (saison 2, épisode 2)
- 1986-1988 : The New Gidget (en) : Doris Woodruff (3 épisodes)
- 1987 : Capitol : Lenore Clemmons
- 1987 : Drôle de vie (The Facts of Life) : Margaret Parks (saison 8, épisode 21)
- 1987 : The Judge (en) : Michelle Jasper (1 épisode)
- 1989 : Rick Hunter : Mrs Kessler (saison 5, épisode 16)
- 1992 : Room for Two (en) : Corrine (saison 2, épisode 3)
- 1995-2000 : Sliders : Les Mondes parallèles : Amanda Mallory (5 épisodes)

#### Téléfilms
- 1971 : Scared Stiff de Jerry Paris : Mother
- 1975 : The Nurse Killer de ? : Beth
- 1981 : The Return of the Beverly Hillbillies (en) de Robert M. Leeds : Linda
- 1983 : Kudzu de Rod Daniel : Mavis DuBose